# Il profumo di Emmanuelle
Il profumo di Emmanuelle  è un film TV del 1993 diretto da Francis Leroi ispirato al personaggio creato da Emmanuelle Arsan.

## Trama
Sam, giovane promessa della letteratura, sta passando un periodo buio accompagnato da una profonda crisi d'ispirazione. Per questo Emmanuelle si reca nell'isola di Bali, accompagnata sempre dal fedele Athisan Khan, e grazie al suo magico profumo riesce a risvegliare le fantasie del ragazzo facendolo tornare a scrivere. Durante la permanenza, Emmanuelle avrà anche il tempo di concedersi alla fidanzata di Sam.  